# Hráčka na loutnu

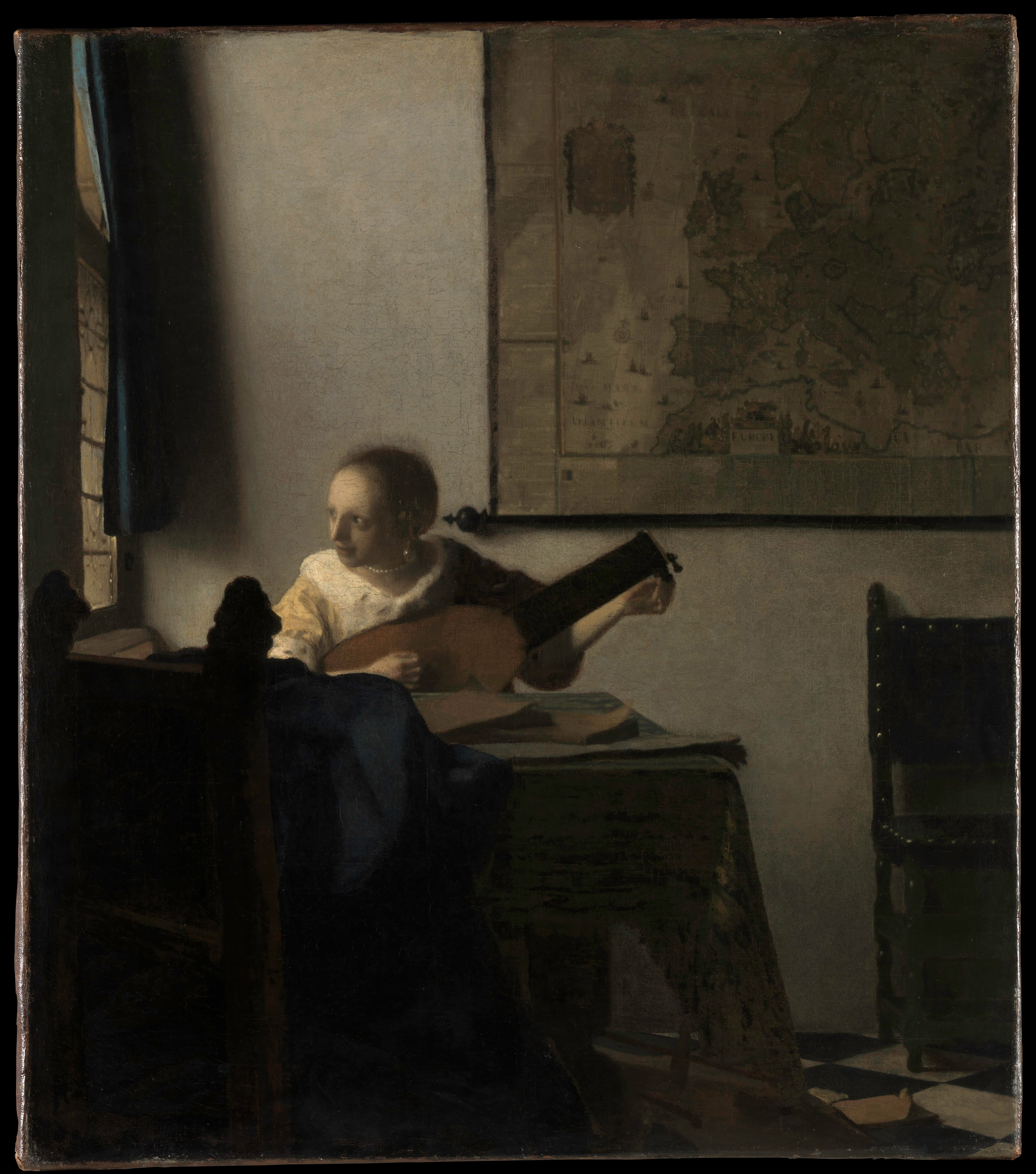
Jan Vermeer, Hráčka na loutnu (cca 1663)

Hráčka na loutnu (nizozemsky De luitspeelster) je obraz (olej na plátně) nizozemského barokního malíře Jana Vermeera z období let 1662-1663 nebo 1664. Plátno není signováno. V současnosti je součástí sbírek Metropolitan Museum of Art v New Yorku.

## Historie
Obraz měl řadu majitelů, jeho nejstarší historie však není známá. První zprávy o něm se objevují až počátkem 19. století, kdy se objevil na aukci v Paříži. Posléze ho získal americký železniční magnát Collis Potter Huntington, který jej odkázal s celou svou sbírkou Metropolitnímu muzeu New Yorku.
- 22. prosince 1817: byl vydražen v Amsterodamu (De Vries & Brondgeest) na aukci sbírky Philippus van der Schley a Daniël du Pré at Roos,
- neznámé datum: obraz zakoupil Collis Potter Huntington (1821-1900), New York City
- 1900: Collis Potter Huntington, New York City, obraz odkázal Metropolitnímu muzeu v New Yorku
- 1900 – 1924: Arabella Huntington (†1924)
- 1924 – 1925: Archer Milton Huntington (1870-1955)
- 1925: obraz přemístěn do Metropolitního muzea v New Yorku

## Popis
Jde o jedno z řady Vermeerových děl, na nichž malíř vyobrazil mladou ženu při hře na hudební nástroj.
Obraz (olej na plátně, výška 51,4 cm, šířka 45,7 cm) zachycuje mladou ženu s loutnou. Má na sobě živůtek ze žlutobílého saténu lemovaný bílou kožešinou, perlový náhrdelník a v uchu náušnici s velkou perlou (šperky byly na obraze odkryty až při jeho restaurování v roce 1944). Není soustředěna na hru, ale dívá se vlevo, ven z okna. Divákovi však není zřejmé, zda pozoruje někoho či něco, nebo zda pouze zasněně nevyhlíží ven. Před mladou ženou na stole leží knihy, další kniha leží rovněž na podlaze vedle na zem sahající pokrývce stolu. V popředí vlevo stojí židle, jejíž opěradlo je zakončeno lvími hlavami, ostře se odrážejícími od světlé stěny v pozadí obrazu. Přes židli je přehozen modrý ubrus nebo plášť, vedle stolu leží málo zřetelná viola da gamba. Na stěně v pozadí obraz visí velká mapa Evropy, pod ní u pravého okraje obrazu stojí další židle.
Loutna na obraze byla soudobými diváky považována za symbol cudnosti a zdrženlivosti.

## Rozpoznání autorství a datování
Připsání Hráčky na loutnu Vermeerovi díla je všeobecně uznáváno, pouze Albert Blankert je zpochybňuje. Datování obrazu je podobně jako u mnoha Vermeerových děl obtížné, neboť je umělec na díle nevyznačil. Diskutuje se o dvou možnostech vročení: podle jednoho názoru kolem roku 1665 na základě stylistické podobnosti s obrazem Píšící žena ve žlutém, podle druhého je možné také kolem 1662/1663, neboť Hráčka na loutnu má podobné společné prvky v kompozici s obrazem Žena s konvicí vody (nacházejícím se ve stejném muzeu) – časté použití pravého úhlu při tvorbě postavy, postava zalitá světlem z levé strany. Tato malba má ovšem tlumenější tóny, což odráží Vermeerův příklon tímto směrem; Vermeer začal používat stíny a měkké kontury, jež navozují intimnější atmosféru. Podle tohoto názoru byla Hráčka na loutnu vytvořena nedlouho po Ženě s konvicí vody.